# Estrées-sur-Noye
Estrées-sur-Noye là một xã ở tỉnh Somme, vùng Hauts-de-France, Pháp.

## Địa lý
Thị trấn này tọa lạc trên đường D7, gần bờ sông Noye, khoảng 8 dặm Anh về phía nam của Amiens. 

## Dân số
| 1962                                                           | 1968 | 1975 | 1982 | 1990 | 1999 |
| -------------------------------------------------------------- | ---- | ---- | ---- | ---- | ---- |
| 142                                                            | 162  | 184  | 195  | 233  | 255  |
| Số liệu điều tra dân số từ năm 1962, dân số không tính hai lần |      |      |      |      |      |